# 鬼ゴロシ
『鬼ゴロシ』（おにごろし）は、河部真道による日本の漫画作品。『週刊漫画ゴラク』（日本文芸社）にて、2020年7月31・8月7日合併号から2024年12月6日号まで連載された。

## 書誌情報
- 河部真道 『鬼ゴロシ』 日本文芸社〈ニチブンコミックス〉、全16巻
  1. 2020年12月19日発売 ISBN 9784537143225
  2. 2021年3月18日発売 ISBN 9784537143515
  3. 2021年6月17日発売 ISBN 9784537143799
  4. 2021年9月17日発売 ISBN 9784537144086
  5. 2021年12月18日発売 ISBN 9784537144420
  6. 2022年3月19日発売 ISBN 9784537144819
  7. 2022年6月20日発売 ISBN 9784537145175
  8. 2022年9月20日発売 ISBN 9784537145458
  9. 2022年12月19日発売 ISBN 9784537145816
  10. 2023年3月29日発売 ISBN 9784537146240
  11. 2023年7月19日発売 ISBN 9784537146707
  12. 2023年10月27日発売 ISBN 9784537147100
  13. 2024年2月29日発売 ISBN 9784537147773
  14. 2024年7月9日発売 ISBN 9784537148503
  15. 2024年9月29日発売 ISBN 9784537149012
  16. 2025年2月28日発売 ISBN 9784537149630

## Web実写映画
『Demon City 鬼ゴロシ』のタイトルで、NetflixにおいてWeb配信の実写映画が2025年2月27日から世界独占配信。

### キャスト
- 坂田周平 - 生田斗真
- 伏勘太 - 東出昌大
- 竹本誉 - 田中美央
- 坂田りょう - 當真あみ、鷲尾心陽（幼少期）
- 藤田晶 - 駿河太郎
- 坂田葵 - 木竜麻生
- 金子 - 平原テツ
- 仁義 - 小柳心
- 神山桜治 - 濱津隆之
- ラージ - Sandeep.C
- 刑事1 - 清水伸
- 刑事2 - 磯崎義知
- 司会者 - 村岡希美
- 春原の父親 - 世志男
- 河野春夫 - 竹中直人
- 滝川祥史 - 音尾琢真
- 篠塚孝太郎 - 髙嶋政伸
- 春原龍、春原神 - 尾上松也（二役）、鍜治春翔（幼少期）、鍜治春陽（幼少期）

### スタッフ
- 監督、脚本 - 田中征爾
- 原作 - 河部真道
- エグゼクティブプロデューサー - 佐藤善宏
- プロデューサー - 政岡保宏、澤岳司
- ラインプロデューサー - 尾形龍一
- 音楽プロデューサー、選曲 - 茂木英興
- 撮影 - 加藤航平
- Bカメラ、ステディカムオペレーター - 岡田利宇
- 照明 - 志村昭裕
- 録音 - 根本飛鳥、島津未来介
- 美術 - 安宅紀史
- 装飾 - 天野竜哉
- アクション監督 - 谷本峰
- キャラクタースーパーバイザー - 橋本申二
- スタイリングディレクター - エンドウヨシキ
- ヘアメイク - 重本志江
- 特殊メイク、特殊造形デザイン - 百武朋
- 操演 - 黒田政紀
- DIT - さとうまなぶ
- 特機 - 菊地永純
- VFXプロデューサー - 藤原奨
- VFXスーパーバイザー - 前川英章
- カラリスト - 石山将弘
- リレコーディングミキサー - 浜田洋輔
- 音響効果 - 赤澤勇二
- 編集 - 堀善介
- 音楽 - 布袋寅泰
- 助監督 - 髙土浩二
- スクリプター - 原田侑子
- ポスプロスーパーバイザー - 山川健太郎
- キャスティング - 山下葉子、下鳥真沙
- 制作担当 - 末光洪太、河上絵利子